# Чарлстаун-Беллахи
Чарлстаун-Беллахи (англ. Charlestown-Bellahy; ирл. Baile Chathail-Béal Lathaigh) — двойная деревня в Ирландии, находящаяся на границах графств Мейо (провинция Коннахт) и Слайго.

## Демография
Население — 859 человек (по переписи 2006 года). В 2002 году население было 753 человек.
Данные переписи 2006 года:
| Общие демографические показатели |               |                               |                               |      |      |
| Всё население                    | Всё население | Изменения населения 2002—2006 | Изменения населения 2002—2006 | 2006 | 2006 |
| 2002                             | 2006          | чел.                          | %                             | муж. | жен. |
| 753                              | 859           | 106                           | 14,1                          | 456  | 403  |